# Dan Spitz

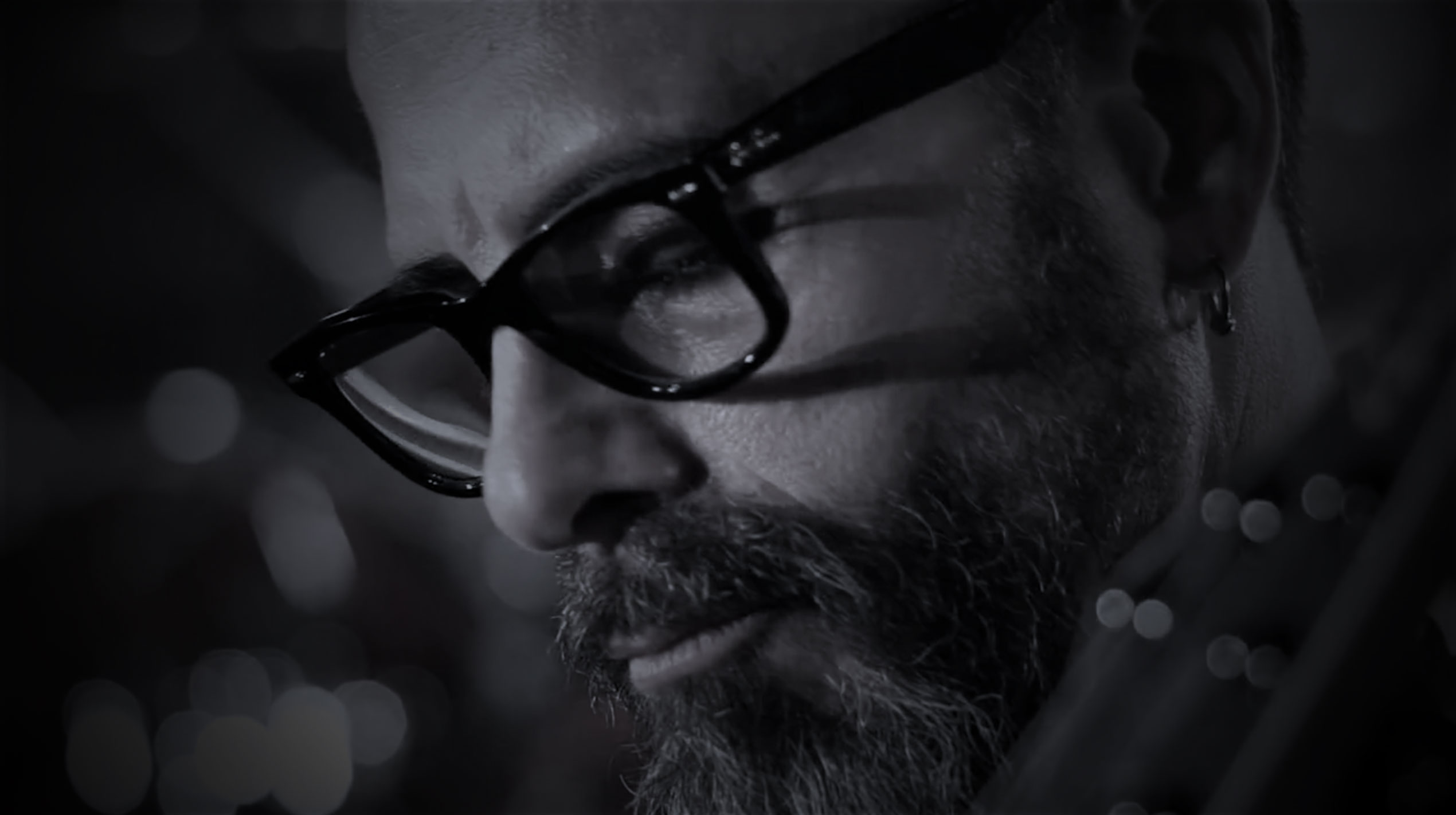
Dan Spitz

Dan Spitz (geboren am 28. Januar 1963 in Rockland County) ist ein amerikanischer Gitarrist. Er war 1983 bis 1995 sowie 2005 bis 2007 Mitglied der Thrash-Metal-Band Anthrax.

## Musikalische Ausbildung und Karriere
Spitz ist der zweite Sohn eines Rechtsanwalts und einer Aushilfslehrerin. Sein fünf Jahre älterer Bruder David war von 1985 bis 1987 Bassist der Hardrock-Band Black Sabbath. David Spitz hatte sich von der Gitarre auf den Bass umorientiert, sodass Dan Spitz auf der alten Gitarre seines Bruders das Spielen begann. Zu seinen Einflüssen zählten Led Zeppelin und Aerosmith. Spitz begann, die Schule zu vernachlässigen und übte stattdessen vier bis fünf Stunden am Tag auf der Gitarre. Das College brach er nach wenigen Wochen ab.
Die erste Band, in der Spitz 1981 spielte, war Overkill, allerdings nahm er mit ihnen keine Lieder auf. 1983 wechselte er kurzzeitig zu Thrasher, auf deren 1985 erschienenem Album Burning at the Speed of Light er auf einigen Stücken zu hören ist. Von Thrasher wechselte Spitz noch im selben Jahr zu Anthrax. 1995 beschloss Spitz, dem Musikgeschäft den Rücken zu kehren und verließ Anthrax.
Im Jahr 2003 gründete er gemeinsam mit Nicko McBrain (Iron Maiden) und dem Rapper Vanilla Ice das Musikprojekt Seven X Serenity. Das Projekt hatte keinen Bestand. Im Jahr 2005 vereinigte sich Anthrax im klassischen Line-up wieder und Spitz bestritt mit der Band eine Tournee, nach deren Abschluss er die Band wieder verließ. 2009 rief er das Projekt DeuxMonkeys ins Leben, zu dessen weiterer Besetzung Bassist Peter Baltes (Accept), Schlagzeuger Patrick Johansson (Yngwie Malmsteen) und Sänger Wade Black (Crimson Glory) gehörten. Das angekündigte Debütalbum ist jedoch nie erschienen. Im Frühjahr 2010 ging Dan Spitz als Mitglied des Ensembles mit dem von Robert Schenkkan geschriebenen Rock-Musicals The 12 auf Tournee. Im Frühjahr 2011 formierte Spitz das Projekt Red Lamb, für dessen 2012 veröffentlichtes Debütalbum Dave Mustaine als Koproduzent tätig war. Anfang 2013 ging Red Lamb auf Tournee durch die Vereinigten Staaten.
Im Januar 2016 trat Spitz Voices of Extreme, der Band von Don Chaffin (Red Lamb), bei.

## Außermusikalische Aktivitäten
Nach dem Ausstieg bei Anthrax begann Spitz ein Studium an der Joseph Bulova School of Watchmaking in New York City, das er statt in drei Jahren in der Rekordzeit von eineinhalb Jahren abschloss. Der Leiter der Schule verschaffte Spitz ein Stipendium an der Schweizer Uhrmacherschule WOSTEP, wo er zum Uhrmachermeister ausgebildet wurde. Danach eröffnete Spitz zwei Uhrengeschäfte und wurde von dem Schweizer Uhrenhersteller Chopard zum einzigen Watchmaker of Complications Specialist („Spezialist für Komplikationen“ – Zusatzfunktionen mechanischer Uhren) in Nordamerika berufen. Außerdem bildete er andere Uhrmacher für Chopard-Uhren aus. Seit 2007 ist er Watchmaker of Complications Specialist für die Marke Leviev. Im Jahr 2009 gründete er zudem eine Webdesign-Agentur unter dem Namen DeuxMonkeys Design.

## Privates
Dan Spitz stammt aus einem jüdischen Elternhaus. Im Jahr 2000 konvertierte er zu den Messianischen Juden. Er ist in zweiter Ehe mit Candi verheiratet. Im Jahr 2007 kamen die eineiigen Zwillingssöhne Brendan und Jaden zur Welt, die an Autismus leiden. Dan und Candi Spitz unterstützen und fördern die Organisation Autism Speaks. Weihnachten 2013 wurde Spitz von der Polizei wegen häuslicher Gewalt gegen seine Ehefrau Candi vorläufig festgenommen, wenig später äußerte Candi Spitz in einem Interview, dass ihre Mutter wegen eines Missverständnisses die Polizei gerufen habe. Im März 2014 gab das Ehepaar Spitz bekannt, dass es sich getrennt und die Scheidung eingereicht habe.

## Diskografie
mit Thrasher
- 1985: Burning at the Speed of Light

mit Anthrax
- 1984: Fistful of Metal
- 1985: Spreading the Disease
- 1987: Among the Living
- 1988: State of Euphoria
- 1990: Persistence of Time
- 1993: Sound of White Noise

mit Red Lamb
- 2012: Red Lamb